# جو بيرس
جو بيرس (بالإنجليزية: Joe Pearce)‏ هو لاعب دوري الرغبي أسترالي، ولد في 1910 في Woollahra ‏ في أستراليا، وتوفي في 16 أكتوبر 1995 في Double Bay ‏ في أستراليا.